# Bálnavadászat Japánban

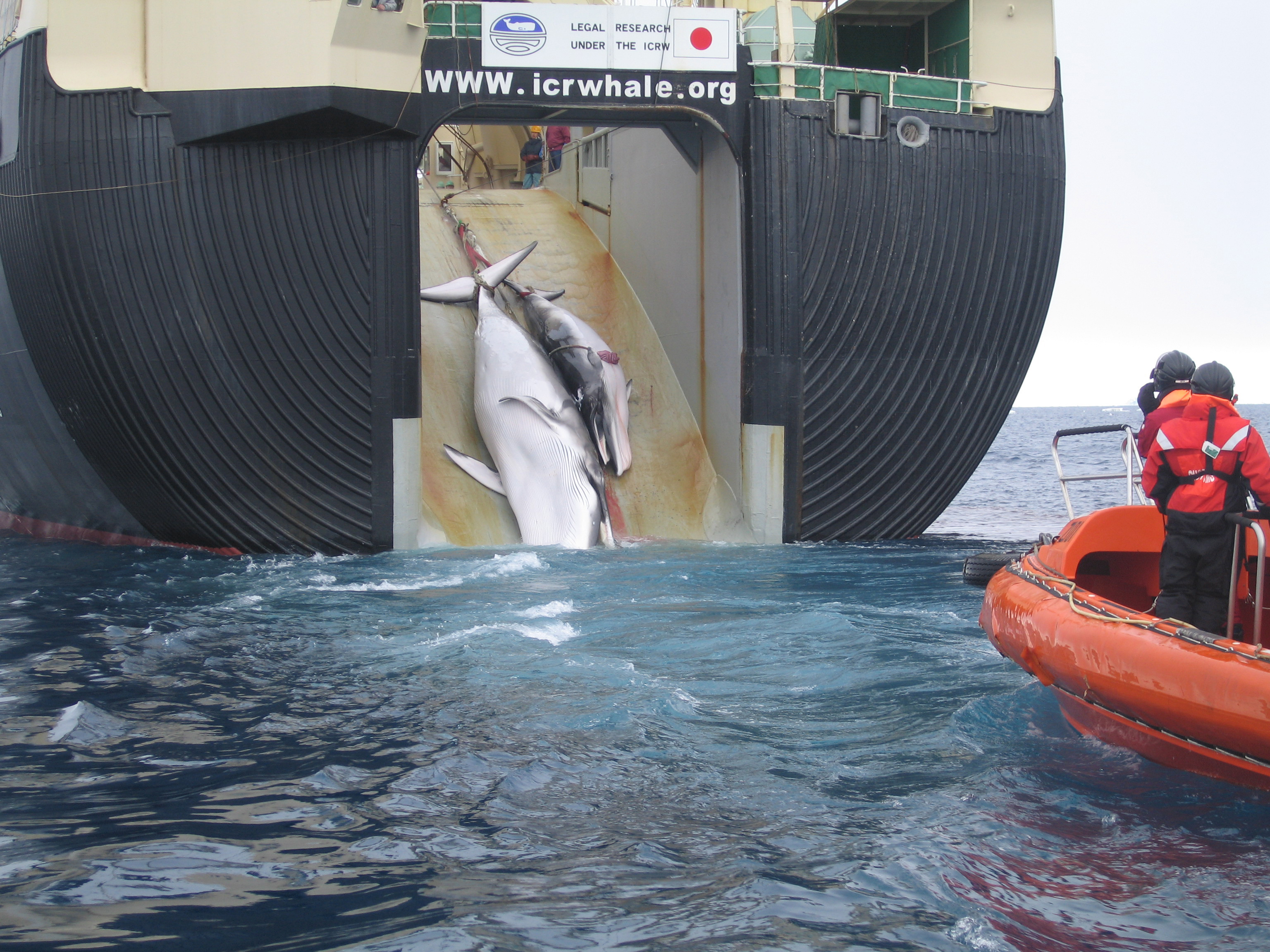
A japán MV Nisshin Maru bálnavadász hajó zsákmánya egy déli csukabálna és borja (2008)

A japán bálnavadászat (日本の捕鯨; Hepburn: Nihon no hogei), ha csak a tényleges aktív bálnavadászatot vesszük, nagyjából a 12. században kezdődött. Viszont az ipari jellegű vadászat csak az 1890-es években indult, amikor Japán elkezdett részt venni a modern bálnavadászati iparban, amelyhez akkoriban több másik ország is csatlakozott. A japán bálnavadászok jóval messzebbre terjeszkedtek, mint a japán felségvizek.
A 20. század alatt Japán jelenléte a kereskedelmi célú bálnavadászatban jelentős méreteket öltött. Ez így folytatódott egészen az IWC, vagyis a Nemzetközi Bálnavadászati Bizottság moratóriumáig, amely hatását 1986-ra fejtette ki. Japán folytatta a vadászatot, kihasználva az egyezmény kutatásra vonatkozó vétójogát, így jelenleg is folytatódik a vadászat a Japán Cetkutató Intézet vezetésével. Ez a szervezet nem áll szemben az IWC szabályzatával, de a legtöbb tag ellenzi. A tudományos kutatási célból történt vadászatok során szerzett bálnahúst boltokban és éttermekben árusítják.  A Nemzetközi Bíróság ítélete szerint a 2005-ben kezdődő dél-óceáni program, a JARPA II, nem tudományos célokat szolgált és elrendelte a program leállítását.
Ezek a vadászatok szolgálnak alapjául a bálnavadászat mellett ill. ellen szavazó országok és szervezetek között zajló konfliktusoknak. Nemzetek, tudósok és környezetvédő szervezetek ellenzik a vadászatot, a japán cetkutató programot feleslegesnek tartják és a kutatást egy jól álcázott kereskedelmi célú vadászatnak tartják.
Japán állítása szerint az éves vadászat fenntartható és szükséges a tudományos tanulmányokhoz és a faj fenntartásához. Japán azt is kifejtette, hogy a vadászat miatti ellenkezések kulturális különbségeken és érzelmi antropomorfizmuson alapulnak.

## Történelem

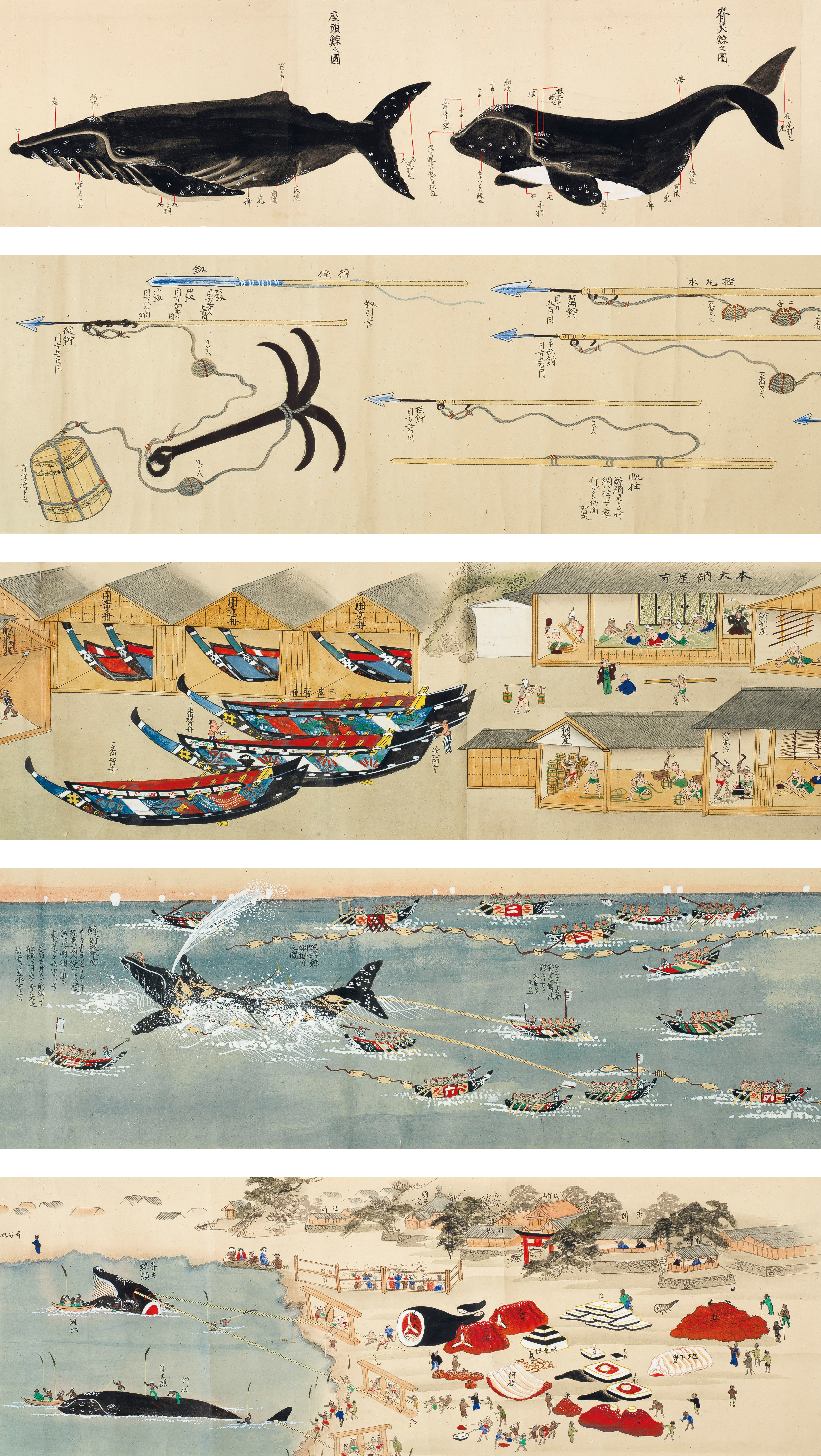
Pontos illusztrációk a japán Taidzsi városnál kifejlesztett bálnavadászati technikákról (1857)

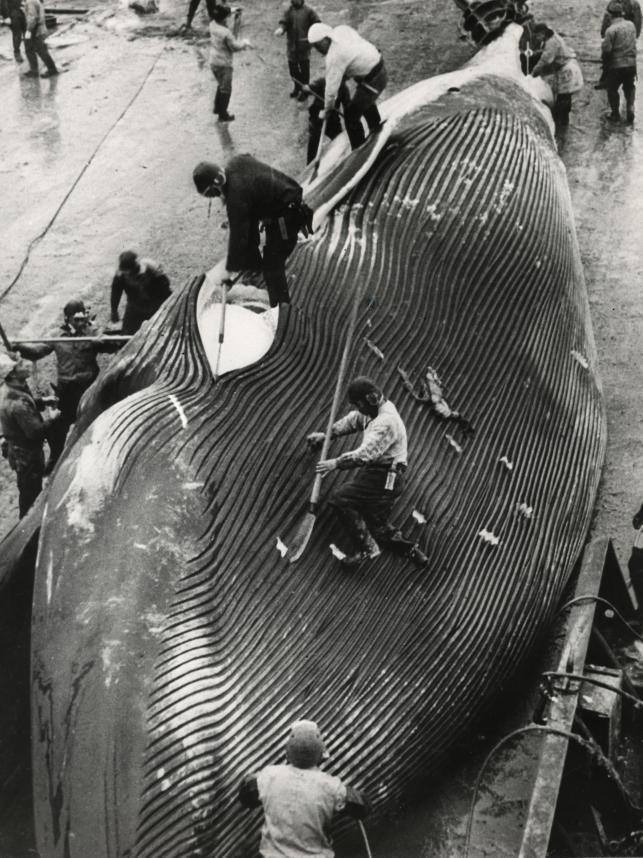
Japán bálnavadászok bálnazsírt fejtenek le az elejtett bálnáról 1937-ben

A sírokba temetett bálnamaradványokból, amelyek fontos történelmi bizonyítékként szolgálnak, arra lehet következtetni, hogy Japánban már a Dzsómon-kortól kezdve (Kr.e. 12. század) fogyasztottak bálnahúst. Mivel akkoriban még nem voltak meg a megfelelő eszközeik az aktív vadászathoz, a húst a partra vetett cetekből nyerték. A fennmaradt ainu népcsoport hosszú bálnavadászati történelemmel és azokkal kapcsolatos spirituális összefüggésekkel rendelkezik.  A kézzel eldobható szigonyokról szóló legrégebbi források a 12. századra nyúlnak vissza.

### Szervezett bálnavadászat
A szervezett csónakos tengerparti bálnavadászat az 1570-es években kezdődött és folytatódott egészen a 20. század elejéig. A 17. században Taidzsi-ban fejlesztették ki a különböző vadászati technikákat. Vada Csúbei Jorimotó volt az, aki halászatot alapított megszervezve a csoportos vadászati rendszert 1606-ban. A rendszer lényege az volt, hogy a vadászok a parton lévő megfigyelő állomásokról meglátják a bálnát és vízre bocsátják a csónakokat, amelyekből levadásszák az állatot szigonyokkal és lándzsákkal. Az unokája, Vada Kakuemon Joriharu, később Taidzsi Kakuemon Joriharu, feltalálta a hálószerű bálnavadászati technikát, amelyet Amitori-sikinek neveztek.

## ICRW és IWC
Az ICRW, vagyis „A bálnavadászat nemzetközi szabályozásáról szóló egyezmény” 1946-ban készült el Washingtonban, „a bálnafajok rendes megőrzése érdekében és így biztosítsa a bálnaipar szabályos fejlődését”. Az előző, 1937-es Nemzetközi Egyezményen és az azt követő protokollok 1938-ban és 1945-ben készültek el, majd 1949-ben az ICRW vezetett el az IWC-hez, vagyis a Nemzetközi Bálnavadászati Bizottsághoz, amely ma is a tengerparti és a nyílt tengeri bálnavadászat nemzetközi szabályozásának az élén áll. Japán ehhez a szervezethez 1951-ben csatlakozott.

Japán bálnavadászat 1985 és 2010 között

## Nemzetközi szabályozás
A Népszövetség már az 1920-as évek során felhívta a figyelmet a bálnapopuláció csökkenésére, és a faj védelmében a vadászat korlátozását irányozta elő. 1931-ben  megszületett a Genfi Egyezmény a bálnavadászat szabályozásáról, melyet azonban Japán – Németország és a Szovjetunió mellett – nem írt alá.
1946-ban tizenöt fél írta alá a bálnavadászat szabályozásáról szóló nemzetközi egyezményt (ICRW). Japán ezt csak 1951-ben, függetlensége visszanyerését követően tette meg.
Az 1946-os egyezmény aláírása és a Bizottság megalakítása nem hozott visszaesést a nemzetközi bálnavadászatot illetően, mivel a szabályozás elsősorban a bálnaolaj-árak stabilizálását szolgálta, nem pedig az alacsony egyedszámú fajok védelmét. A nemzetközi szemléletváltáshoz a nyugati államokban az 1960-as évek során kialakult zöld mozgalmak tevékenysége vezetett, melyek erőteljesen kampányoltak a bálnavadászat teljes körű betiltásáért. A környezetvédőkre hallgatva az Egyesült Államok 1971-re felhagyott a bálnavadászattal, a kongresszus továbbá felhatalmazta az elnököt, hogy az élővilág védelméről szóló nemzetközi egyezményeket megszegő országok halászati termékeit kitiltsa az amerikai piacról, illetve ezen országok hajóinak megtiltsa az amerikai parti vizeken való halászatot.
1972-től kezdve az USA folyamatos nyomás alatt tartotta a Bizottságot, aminek ugyebár Japán is a tagja volt. Az Egyesült Államok elvárása az volt a Bizottsággal szemben, hogy olyan intézkedéseket hozzanak, amelyek a cethalak irtását teljesen beszüntetik. A gond csak az volt, hogy ebben az időben a Bizottság nagy részét olyan országok képviselői alkották, akiknek érdekük volt a cetek halászata.
Épp ezért a Greenpeace nevű szervezet, magára vállalva a tagsági díjat, több olyan országot is bejuttatott, amelyeknek földrajzi helyzetükből adódóan mindegy volt, hogy engedélyezik vagy tiltják a vadászatot.
Így sikerült az intézkedéseket bevezetni a szervezeten belül, azonban Japán ezeket kifogásolta és saját kvótákat akart. Erre az USA megfenyegette, hogy kitiltja a japán halászhajókat az alaszkai vizekről. Japán visszavonta tiltakozását és elfogadta az egyezményeket.
Később azonban újból „nekilendültek” az 1946-os egyezmény 8. cikkelyét kihasználva, amely engedélyezi a cetek tudományos céllal történő halászatát. A programot a Japán Cetkutató Intézet irányítja, amely magánkezekben van, tehát elvileg a kormány nem tehet ellenük semmit. Azonban nem nagyon titkolják, hogy anyagi forrásaik nagy részét az állam vállalta magára. Így végül is a japán állam megoldotta a bálnavadászat kérdését.

## Moratórium
1972-ben az ENSZ Környezetvédelmi programja 52-0 eredménnyel megszavazott egy 10 éves globális moratóriumot a kereskedelmi célú bálnavadászatra. Azonban ezt nem fogadta el az IWC (6 nem, 4 igen és 4 tartózkodó szavazat lett). Japán, Oroszország, Izland, Norvégia, Dél-Afrika és Panama nemmel szavazott.
1973-ban a moratóriumot újra felvetették, de újból le is szavazták az IWC-ben, mivel hiányzott a háromnegyedes többség (8 igen, 5 nem, 1 tartózkodó szavazat). Japán, Oroszország, Izland, Norvégia és Dél-Afrika megint nemmel szavazott. 1973 és 1982 között az IWC-hez csatlakozott nemzetek száma 14-ről 37-re változott, talán azért, hogy bebiztosítsák a bálnavadászat-ellenes országok győzelmét a szavazásban. 1980-ban és 1981-ben további 2 szavazás bukott meg a háromynegyedes többség hiánya miatt (13-9-2 és 16-8-3).
1982-ben végül az IWC-nek sikerült megszavazni a moratóriumot (25-7-5) a kereskedelmi célú bálnavadászat szabályozására, amely 1986-ban lépett érvénybe. Japán elutasította a moratóriumot és folytatta a cetvadászatot. Az Egyesült Államoknak is jelentős szerepe volt abban, hogy Japán elfogadja-e a moratóriumot, sajátos törvényei miatt.

## Az ellenzék
A bálnavadászat-ellenes kormányok és csoportok erősen ellenezték Japán bálnavadászati programját. A Greenpeace szerint a bálnák veszélyeztetettek és védeni kell őket. A japán kormány pedig azt állítja, hogy a kutatással erősen támogatja a veszélyeztetett fajok védelmezését és a tudományos célú bálnavadászat létfontosságú ahhoz, hogy információt szerezzenek a különböző populációk állapotáról. Továbbá azt állítja, hogy a kutatás mértéke csupán akkora, hogy az nincs kihatással a faj állatállományára. 1985-ben az IWC 761 000 körül becsülte meg a déli csukabálna népességét (95%-os bizonyossággal). 
A tudományos módszertant is górcső alá vetették, amint bejelentették, hogy nem-halálos módszerek is lehetségesek és amikor kiderült, hogy Japán tudományos kutatása valójában kereskedelmi céllal történik. A japánok szerint a szövet-és székletminta nem elegendő és szükségük van a halálos jellegű kutatásokra.

## Kulturális vonatkozások
A japán bálnavadászatot indítványozók (beleértve Japán kormányát is) gyakran azzal érvelnek, hogy ez egy kulturális „gyakorlat”, melyet a külföldieknek nem lenne szabad ellenezniük a kulturális különbségek elve alapján. Jodzsi Morisita, a Japán Halászok Ügynökségének elnöke 2001-ben megjegyezte, hogy a japán nép is úgy érzi, hogy a bálnavadászat-ellenes csoportok titokban rasszisták. Norvégiával és Izlanddal való kereskedelmi alapon – Morisita szerint – kiszemelni Japán bálnavadászatát, kulturális imperializmusnak minősül. Néhány ember szerint egyenesen rasszizmus. Norvégia és Izland szintén bálnavadászok, de a Japánt ért kritika erősebb. Azonban a kritikusok erősen támadják a „kulturális” védekezést, például a Sea Shepherd Környezetvédő Társaság ezt a szudáni női nemi alapokon lévő elválasztáshoz hasonlította, azt mondván ezzel, hogy bár ennek a cselekménynek lehetnek kulturális gyökerei, mégis szükségszerűen támadni kell az ilyet. Egy japán környezetvédelmi professzor azt írta egy könyvében, hogy Japán modern kereskedelmi célú bálnavadászata kicsit hasonlít a kisebb mértékű, megélhetésen alapuló bálnavadászatra, amely a XX. század végéig korlátozva volt bizonyos tengerparti területeken és Japán bálna-evési kultúrája szintén eléggé korlátozva volt, mivel ez a tradíció csak 20 éven át tarthatott a II. világháborútól számítva egészen az 1960-as évek elejéig, amikor is kibővítették a japán iskolai ebéd programot az amerikai megszállás alatt.

## Fordítás
- Ez a szócikk részben vagy egészben  a   Whaling in Japan című angol Wikipédia-szócikk fordításán alapul.  Az eredeti cikk szerkesztőit annak laptörténete sorolja fel. Ez a jelzés csupán a megfogalmazás eredetét és a szerzői jogokat jelzi, nem szolgál a cikkben szereplő információk forrásmegjelöléseként.